# ال‌اس‌جی بات
ال‌اس‌جی بات یک ربات سازنده مقالات در ویکی‌پدیای سوئدی است که توسط سوَرکر یوهانسون نوشته شده و توسعه یافته‌است.
این ربات که تا ژانویه ۲۰۱۴ نزدیک به ۲ میلیون و ۷۰۰ هزار مقاله ایجاد کرده بود، توانایی ساختن ۱۰٬۰۰۰ مقاله در روز را دارد.

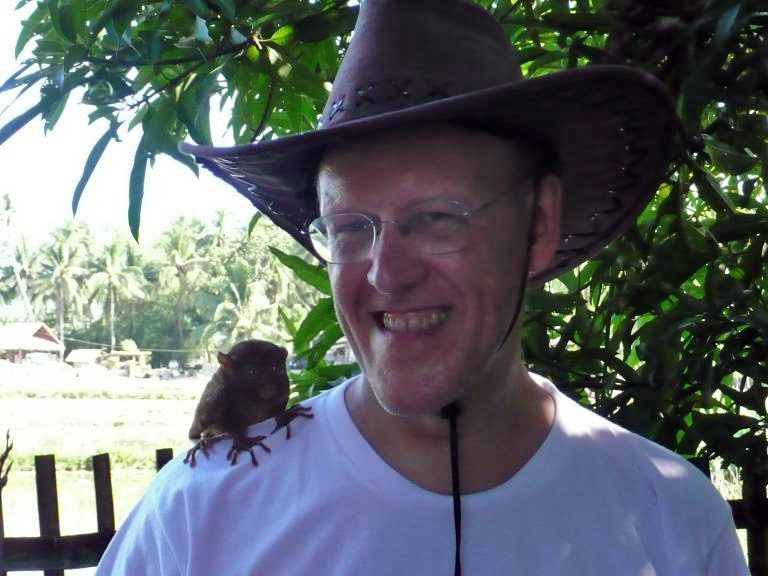
سارکر یوهانسون، توسعه دهنده Lsjbot

Lsjbot بیشتر در زمینه گونه‌های جانوری یا شهرهای کوچک در فیلیپین فعالیت می‌کند.